# Alilem
Alilem is een gemeente in de Filipijnse provincie Ilocos Sur op het eiland Luzon. Bij de laatste census in 2010 telde de gemeente bijna 7 duizend inwoners.

## Geografie

### Bestuurlijke indeling
Alilem is onderverdeeld in de volgende 9 barangays:
| - Alilem Daya - Amilongan - Anaao - Apang - Apaya - Batbato - Daddaay - Dalawa - Kiat |

## Demografie
Alilem had bij de census van 2010 een inwoneraantal van 6.640 mensen. Dit waren 423 mensen (6,8%) meer dan bij de vorige census van 2007. Ten opzichte van de census van 2000 was het aantal inwoners gegroeid met 287 mensen (4,5%). De gemiddelde jaarlijkse groei in die periode kwam daarmee uit op 0,44%, hetgeen lager was dan het landelijk jaarlijks gemiddelde over deze periode (1,90%).
De bevolkingsdichtheid van Alilem was ten tijde van de laatste census, met 6.640 inwoners op 119,33 km², 55,6 mensen per km².